# Petrosino
Petrosino (szicíliaiul Pitrusinu) település Olaszországban, Trapani megyében. Lakosainak száma 7903 fő (2023. január 1.). Petrosino Marsala és Mazara del Vallo községekkel határos.

## Fekvése
Trapanitól 46 km-rel délre fekvő település.

## Történelem
Petrosino Trapani tartományban található. A 2016. december 31-i népszámláláskor 8142 lakosa volt. A lakosság elsősorban mezőgazdaságból, gyümölcs, zöldség- és bortermelésből él.
A szomszédos közösségek Marsala és Mazara del Vallo.
1980-ig Petrosino önálló önkormányzat volt. A mai helység Marsala és Mazara területéhez tartozik.

## Népesség
A település népességének változása:
| Lakosok száma | 8142 | 8181 | 7903 |
|               | 2017 | 2018 | 2023 |